# Ayurveda

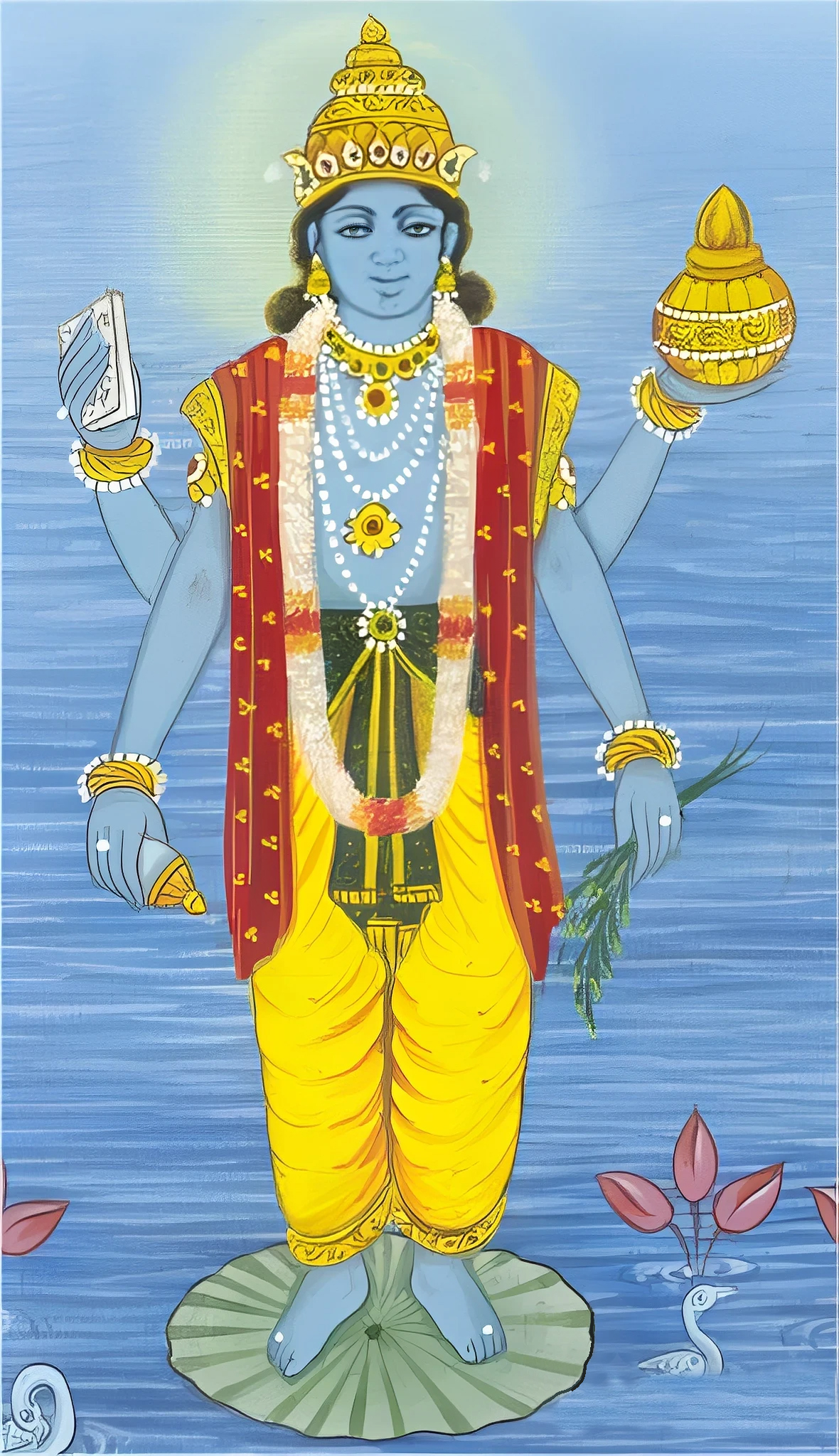
Dhanvatari, zeul asociat Ayurvedei, întrupat ca Vișnu ținând în mână ierburi medicinale

Ayurveda sau medicina ayurvedică reprezintă sistemul de cunoștințe medicale indiene care provine din textele sacre ale Vedelor (c. 3900 î.Hr.- c. 1500 î.Hr.) și ale cărui principii sunt valorificate în ceea ce astăzi numim terapii alternative. Teoria și practica Ayurveda sunt pseudoștiințifice. Asociația Medicală Indiană (IMA) caracterizează practica medicinii de către practicanții Ayurvedici drept șarlatanie medicală.
Ayurveda tradițională este o practică de medicină alternativă veche de 5.000 de ani cu rădăcinile în India antică, pe baza unui set de convingeri minte-corp. Dezechilibrul sau stresul din conștiința individului este considerat a fi cauza bolilor. Pacienții sunt clasificați pe tipuri de corp (trei doshas, care sunt luate în considerare pentru a controla armonia minte-corp, determină un "tip de corp" individual); iar tratamentul are drept scop restabilirea echilibrului sistemului minte-corp. A fost mult timp sistemul principal tradițional de îngrijire a sănătății în India, și a devenit instituționalizat în colegiile și școlile din India, deși practicienii fără licență sunt ceva obișnuit. Ca și alte cunoștințe tradiționale, mare parte din aceasta a fost pierdută; în Occident, practica curentă se bazează parțial pe învățăturile lui Maharishi Mahesh Yogi în anii 1980, dar este amestecat cu Meditația Transcendentală; alte forme de Ayurveda există, de asemenea. Cel mai notabil avocat al Ayurvedei în America este Deepak Chopra, care susține că Maharishi Ayurveda se bazează pe misticism cuantic.

## Origine
Există patru Vede: Rig-veda, Sama-Veda, Yajur-Veda și Atharva-Veda. Ayurveda derivă din a patra, Atharva-Veda, subordonată celorlalte trei.
Inițial, principiile de vindecare expuse în Atharva-Veda se bazau pe valența tămăduitoare a sunetului sau cuvântului, nefiind menționate medicamentele.

## Istoric
Ayurveda este practic cel mai vechi sistem de medicină din lume, documentat istoric (>6000 ani)
Ayurveda clasică s-a dezvoltat și practicat tradițional pe teritoriul Indiei.
Budismul a preluat Ayurveda și a dus-o în Tibet și în alte țări- precum Thailanda, Birmania, dezvoltând și aducând anumite specificuri locale.
Medicina tibetană, fundamentată în secolele IV-VI asociază noțiunile de ayurveda cu viziunea medicinei chineze în legătură cu cele 5 elemente și teoria circulației energiei în meridiane.
În prezent Ayurveda are succes în creștere în multe țări din lume- SUA, Australia, Europa, Rusia, America de sud. În România existâ atat clinici de ayurveda particulare cât și cursuri de ayurveda organizate permanent.

## Lucrări
Dintre scrierile vedice originale, unele s-au pierdut definitiv cu ocazia numeroaselor războaie, iar altele au ajuns în muzeele din Germania.
Tratatele clasice cele mai cunoscute în domeniu ayurveda, din perioada antichității sunt:
Charaka Samhita, tratat de medicină generală, în mai multe volume.
Susruta Samhita- tratat de medicină generală și chirurgie- prezintă inclusiv tehnici chirurgicale care sunt realizate aproape identic și în zilele noastre
Astanga Hrdaya -compendiu de medicină
În perioada medievală Ayurveda a fost îmbogățită de cercetările alchimice, cu preparatele herbo-minerale, formate din amestecuri de plante și diferite minereuri sau metale(precum aur, argint, mercur, plumb, cupru, arsenic etc), acestea fiind preparate prin coacere lentă repetată la foc.

## Din punct de vedere științific
Nu există deloc dovezi științifice că Ayurveda ar fi efectivă în tratamentul vreunei boli. Preparatele Ayurvedice conțin adesea plumb, mercur și arsenic, substanțe cunoscute ca fiind dăunătoare sănătății. Într-un studiu din 2008, în jur de 21% din medicamentele Ayurvedice patentate produse în SUA sau India  conțineau nivele toxice de metale grele, în special plumb, mercur și arsenic. Implicațiile pentru sănătatea publică din India ale acestor contaminanți metalici sunt necunoscute.